# Раякоскі
Раякоскі (рос. Раякоски; фін. Jäniskoski/Rajakoski, норв. Grensefoss букв прикордонні порги) — селище у Печензькому районі Мурманської області Російської Федерації.
Населення становить 238 осіб. Належить до муніципального утворення Нікельське міське поселення .

## Населення
| 2002 | 2010 |
| ---- | ---- |
| 391  | ↘238 |